# 昂拉乡
昂拉乡，是中华人民共和国青海省黄南藏族自治州尖扎县下辖的一个乡镇级行政单位。

## 行政区划
昂拉乡下辖以下地区：
尖巴昂村、牙那东村、措加村、东加村、拉毛村和如什其村。

## 历史沿革
昂拉在清朝为贵德厅管辖的一个藏族千户部落，民国二年（1913年），贵德改厅为县。
1953年6月2日，从贵德县分出尖扎县。